# Macedonia (Ohio)
Macedonia – miasto w Stanach Zjednoczonych, w północnej części stanu Ohio, w pobliżu jeziora Erie. Liczba mieszkańców w 2000 roku wynosiła 9 224.